# Marcia Shieldknight
Marcia Maria Shieldknight (Perryton, 10 dicembre 1950) è un'ex cestista statunitense.

## Carriera
Con gli Stati Uniti ha disputato i Campionati mondiali del 1971 e i Giochi panamericani di Cali 1971.